# Leptodactylus ocellatus
Leptodactylus ocellatus és una espècie de granota que viu a l'Argentina, Bolívia, el Brasil, Colòmbia, Guaiana Francesa, Guyana, el Paraguai, Surinam, Trinitat i Tobago, Uruguai, Veneçuela i, possiblement també, Perú.
Està amenaçada d'extinció per la pèrdua del seu hàbitat natural.